# Metoda Wilcoxa
Metoda Wilcoxa – jest uproszczoną metodą szacowania wartości likwidacyjnej przedsiębiorstwa, w której to wartość przedsiębiorstwa szacowana jest z punktu widzenia możliwości zaspokojenia roszczeń jego wierzycieli. Rozumie się ją jako wartość netto przedsiębiorstwa w przypadku wymuszonej sprzedaży. Określa ona stopień do jakiego mogą być zaspokojone żądania kredytodawców. Wartość likwidacyjną według tej metody/formuły oblicza się następująco:
|   | 100% wartości środków płatniczych          |
| + | 70% wartości księgowej zapasów             |
| + | 50% wartości księgowej pozostałych aktywów |
| – | 100% wartości zobowiązań krótkoterminowych |
| – | 100% wartości zobowiązań długoterminowych  |
| = | Wartość likwidacyjna przedsiębiorstwa      |

Jeżeli tak wyliczona wartość przedsiębiorstwa będzie ujemna to oznacza, że zobowiązania nie mogłyby być w całości spłacone. Wynik tego wyliczenia może być też wykorzystywany do szacowania możliwej do udzielenia kwoty kredytu. Warunkiem przeprowadzenia tego szacunku będzie uzyskanie dodatniej wartości likwidacyjnej. Wadą tej metody jest nieprecyzyjność i subiektywność uzyskanego wyniku.